# Dobra klubowe

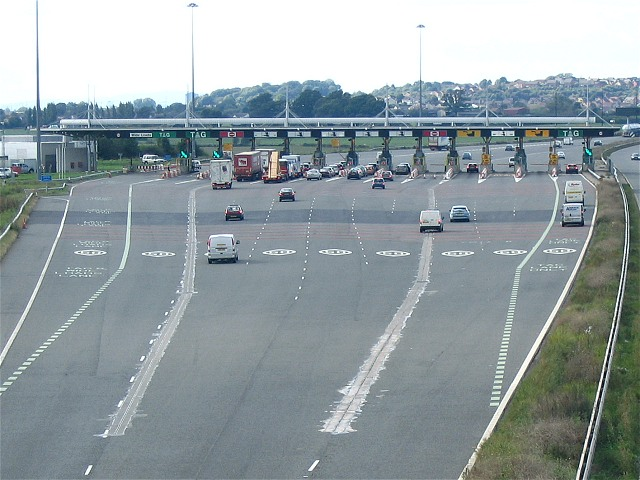
Autostrada płatna, przykład dobra klubowego

Dobra klubowe – dobra, które mogą być konsumowane przez wiele osób bez wzajemnego uszczerbku, ale są stosunkowo ograniczone i zwykle odpłatne.
Są one dostępne dla pewnej grupy osób, jeśli poniosą oni stosowne koszty (np. kino, szkoła, basen).
W przeciwieństwie do dóbr czysto publicznych, możliwe jest wykluczenie z ich konsumpcji
określonych jednostek
Są one czasem określane jako dobra „prawie publiczne” (ang. near-public goods).